# Tapian Nauli (Lintong Nihuta)
Tapian Nauli is een bestuurslaag in het regentschap Humbang Hasundutan van de provincie Noord-Sumatra, Indonesië. Tapian Nauli telt 2064 inwoners (volkstelling 2010).